# Anton Pogue
Anton Pogue (ur. 20 czerwca 1968 w Sunnyvale) – amerykański snowboardzista, dwukrotny medalista mistrzostw świata.

## Kariera
W Pucharze Świata zadebiutował 24 listopada 1994 roku w Zell am See, gdzie zajął 24. miejsce w slalomie równoległym (PSL). Tym samym już w swoim debiucie wywalczył pierwsze pucharowe punkty. Na podium zawodów pucharowych po raz pierwszy stanął 31 stycznia 1997 roku w Mont-Sainte-Anne, wygrywając rywalizację w slalomie. W zawodach tych wyprzedził Niemca Dietera Moherndla i Austriaka Haralda Waldera. Łącznie sześć razy stawał na podium zawodów PŚ, odnosząc przy tym jeszcze jedno zwycięstwo: 6 marca 1997 roku w Grächen ponownie wygrał slalom. Najlepsze wyniki osiągnął w sezonie 1996/1997, kiedy to zajął trzecie miejsce w klasyfikacji generalnej oraz w klasyfikacji slalomu.
Pierwszy medal wywalczył na mistrzostwach świata w San Candido w 1997 roku, zajmując trzecie miejsce w slalomie. Uległ tam jedynie dwóch Niemcom: Berndowi Kroschewskiemu i Dieterowi Moherndlowi. Wynik ten powtórzył na mistrzostwach świata w Madonna di Campiglio cztery lata później, przegrywając tylko z dwoma Francuzami Nicolasem Huetem i Mathieu Chiquetem. Był też między innymi piąty w slalomie równoległym na MŚ 2001. Nie startował na igrzyskach olimpijskich.
W 2005 r. zakończył karierę.

## Osiągnięcia

### Mistrzostwa świata
| Miejsce | Dzień       | Rok  | Miejscowość          | Konkurencja       | Zwycięzca          |
| ------- | ----------- | ---- | -------------------- | ----------------- | ------------------ |
| 46.     | 27 stycznia | 1996 | Lienz                | Gigant            | Jeff Greenwood     |
| 23.     | 28 stycznia | 1996 | Lienz                | Slalom równoległy | Ivo Rudiferia      |
| 3.      | 23 stycznia | 1997 | San Candido          | Slalom            | Bernd Kroschewski  |
| 5.      | 25 stycznia | 1997 | San Candido          | Slalom równoległy | Mike Jacoby        |
| 31.     | 26 stycznia | 1997 | San Candido          | Snowboardcross    | Helmut Pramstaller |
| 19.     | 15 stycznia | 1999 | Berchtesgaden        | Slalom równoległy | Nicolas Huet       |
| 21.     | 17 stycznia | 1999 | Berchtesgaden        | Snowboardcross    | Henrik Jansson     |
| 74.     | 22 stycznia | 2001 | Madonna di Campiglio | Gigant            | Jasey-Jay Anderson |
| 3.      | 24 stycznia | 2001 | Madonna di Campiglio | Gigant równoległy | Nicolas Huet       |
| 21.     | 26 stycznia | 2001 | Madonna di Campiglio | Slalom równoległy | Gilles Jaquet      |

### Puchar Świata

#### Miejsca w klasyfikacji generalnej
- sezon 1994/1995: -
- sezon 1995/1996: 30.
- sezon 1996/1997: 3.
- sezon 1997/1998: 28.
- sezon 1998/1999: 17.
- sezon 1999/2000: 19.
- sezon 2000/2001: 52.
- sezon 2001/2002: 37.
- sezon 2003/2004: -
- sezon 2004/2005: -

#### Miejsca na podium
1. Mont-Sainte-Anne – 31 stycznia 1997 (slalom) - 1. miejsce
2. Grächen – 6 marca 1997 (slalom) - 1. miejsce
3. Naeba – 20 lutego 1999 (slalom równoległy) - 3. miejsce
4. Tandådalen – 27 stycznia 2000 (slalom równoległy) - 3. miejsce
5. Madonna di Campiglio – 9 lutego 2000 (snowcross) - 3. miejsce
6. San Candido – 10 marca 2000 (slalom równoległy) - 3. miejsce